# Stuvsta gård

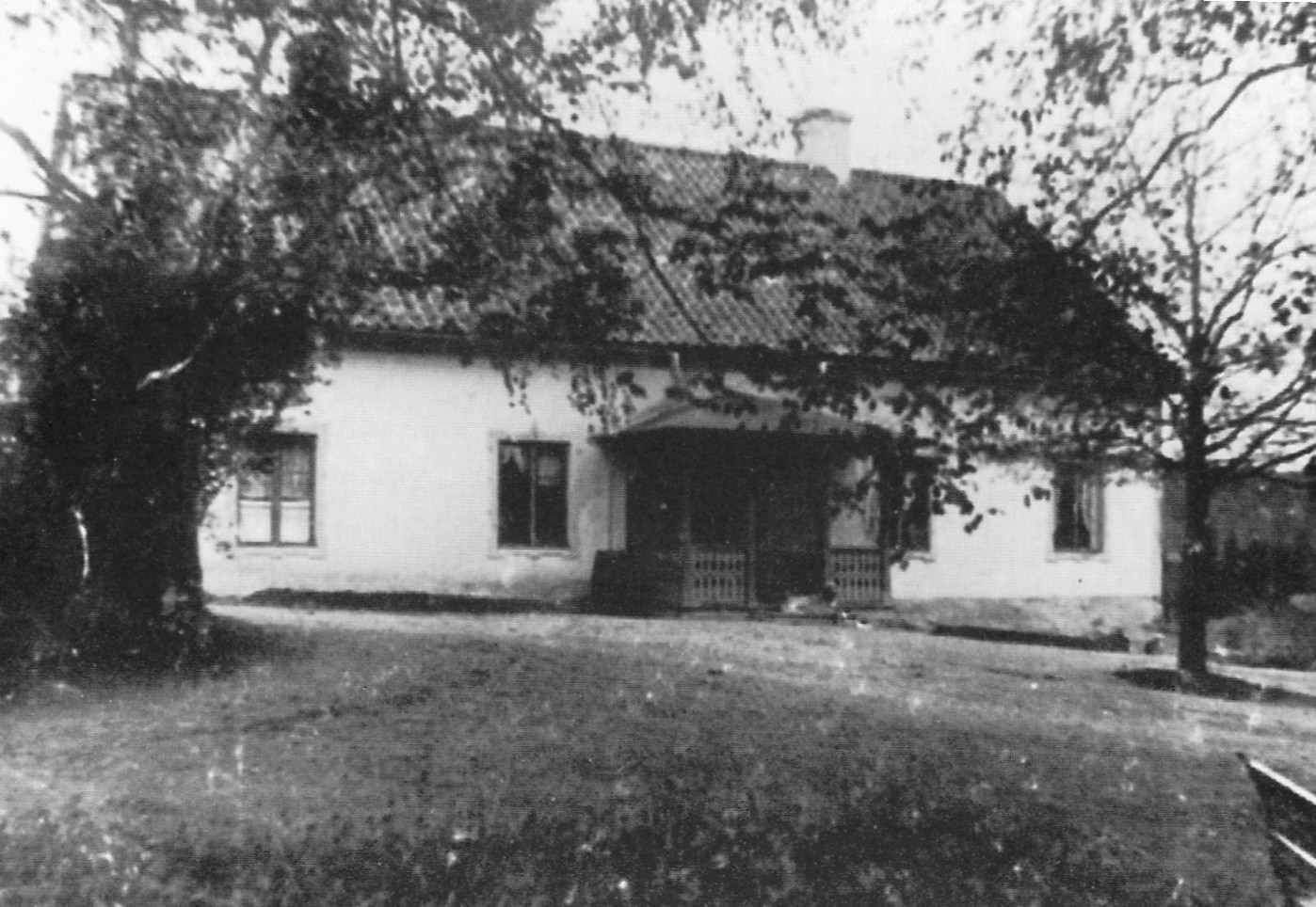
Stuvsta gårds manbyggnad före 1960.

Stuvsta gård var en herrgård i nuvarande området Kvarnbergsplan i Huddinge socken i Huddinge kommun. Mangården från mitten av 1800-talet revs 1960 i samband med nyproduktion av bostadshus. Av Stuvsta gård kvarstår idag arrendatorbostaden (Kvarnbergsgården) och några kvarnstenar som tillhörde Stuvsta gårds kvarn.

## Historik

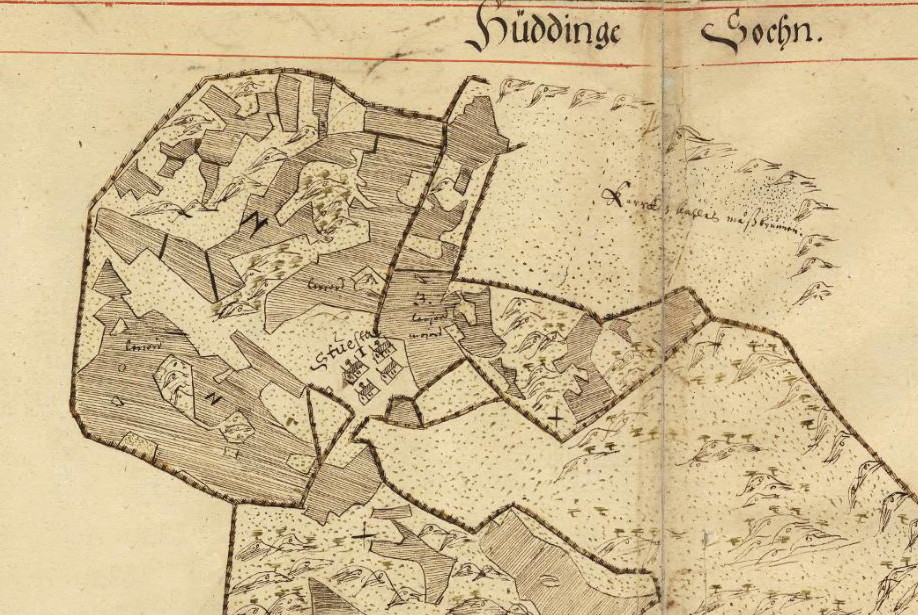
Stuvsta gård på en karta från 1636.

Stuvsta by låg mitt emellan nuvarande Kvarnbergsplan och Kvarnbergsskolan. På intilliggande Kvarnberget låg Stuvsta gårds kvarn. Byn nämns första gången i skrift 1353, då som Stutssta, och bestod av fyra gårdar, Mellangården, Oppgården, Västergården och Östergården. Gårdarna särades på 1600-talets början för att ingå i de olika säterierna som då bildades i Huddinge. De blev utgårdar till Vårby gård, Fullersta gård och Glömsta gård.  Oppgården flyttades efter storskiftet 1771 till nordvästra stranden av sjön Trehörningen och fick sedermera heta Hörningsnäs gård. Stuvsta gård blev aldrig något eget säteri. Stuvsta gård vars huvudbyggnad uppfördes i mitten av 1800-talet ägdes från slutet av 1700-talet fram till 1908 av familjen Lagerbielke på Älvsjö gård. 
År 1910 köptes Stuvsta gård av fastighetsbolaget Stuvsta AB som påbörjade en styckning för villatomter. Arrendatorbostaden byggdes 1926 av dåvarande arrendatorn, Gunnar Gustavsson. Som byggnadsmaterial använde han timmer från gamla Fullersta stall. Huset har senare byggts till och utgör nuvarande Kvarnbergsgården. Mangården för Stuvsta gård revs i början av 1960-talet för att bereda plats för Filadelfiakyrkan vid Vikingavägen.

## Bilder

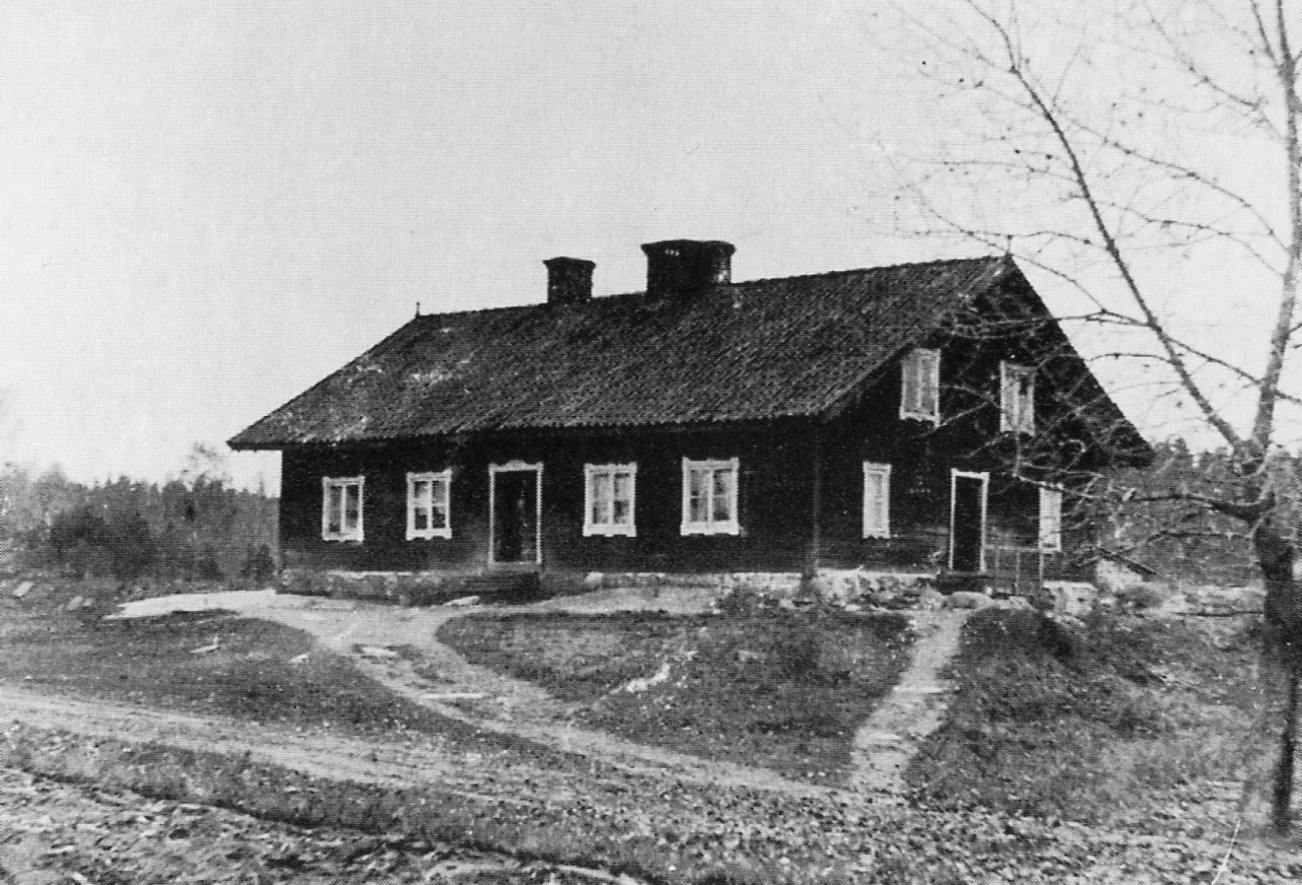
Stuvsta gårds statarbostad
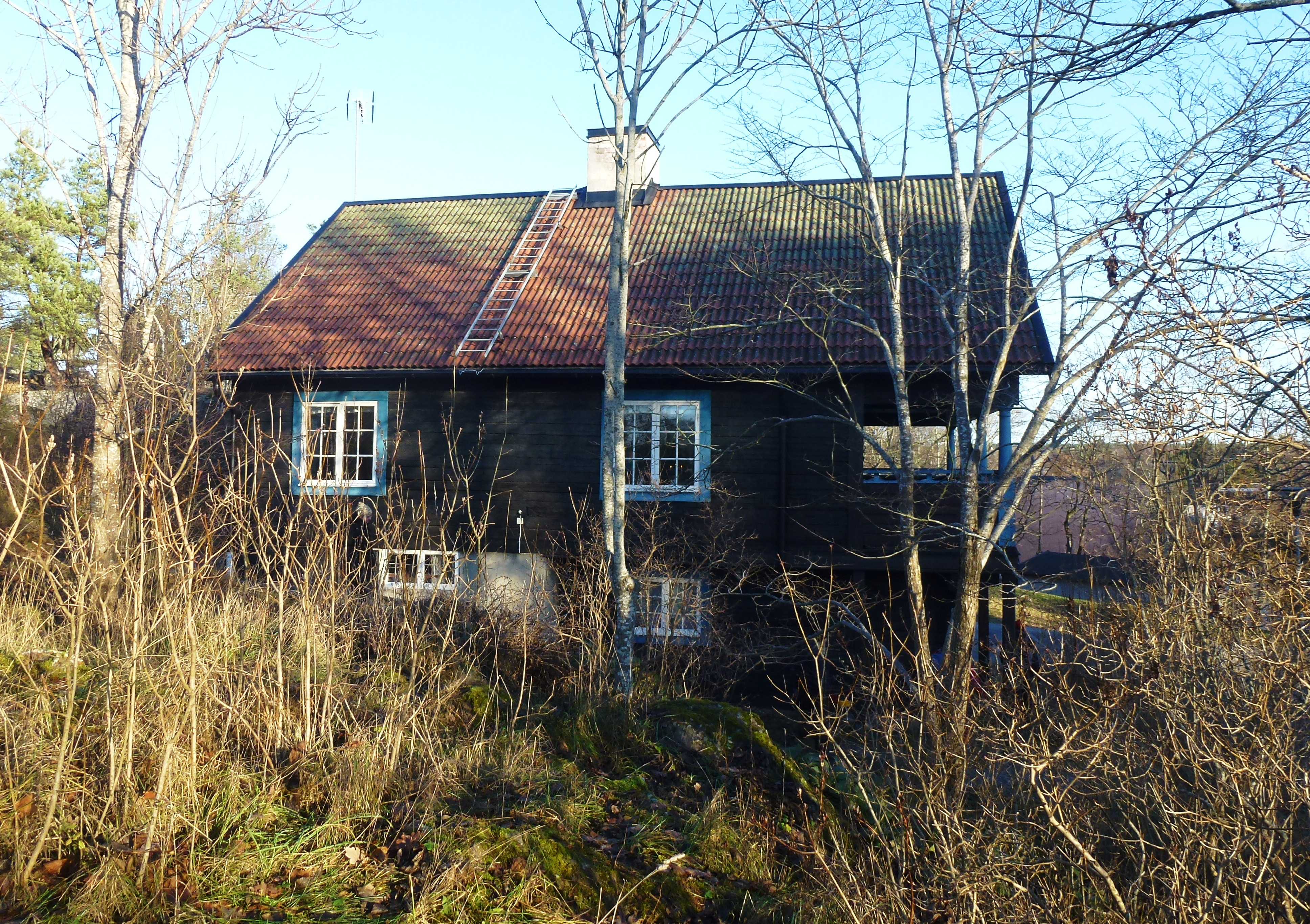
Stuvsta gårds arrendatorbostad
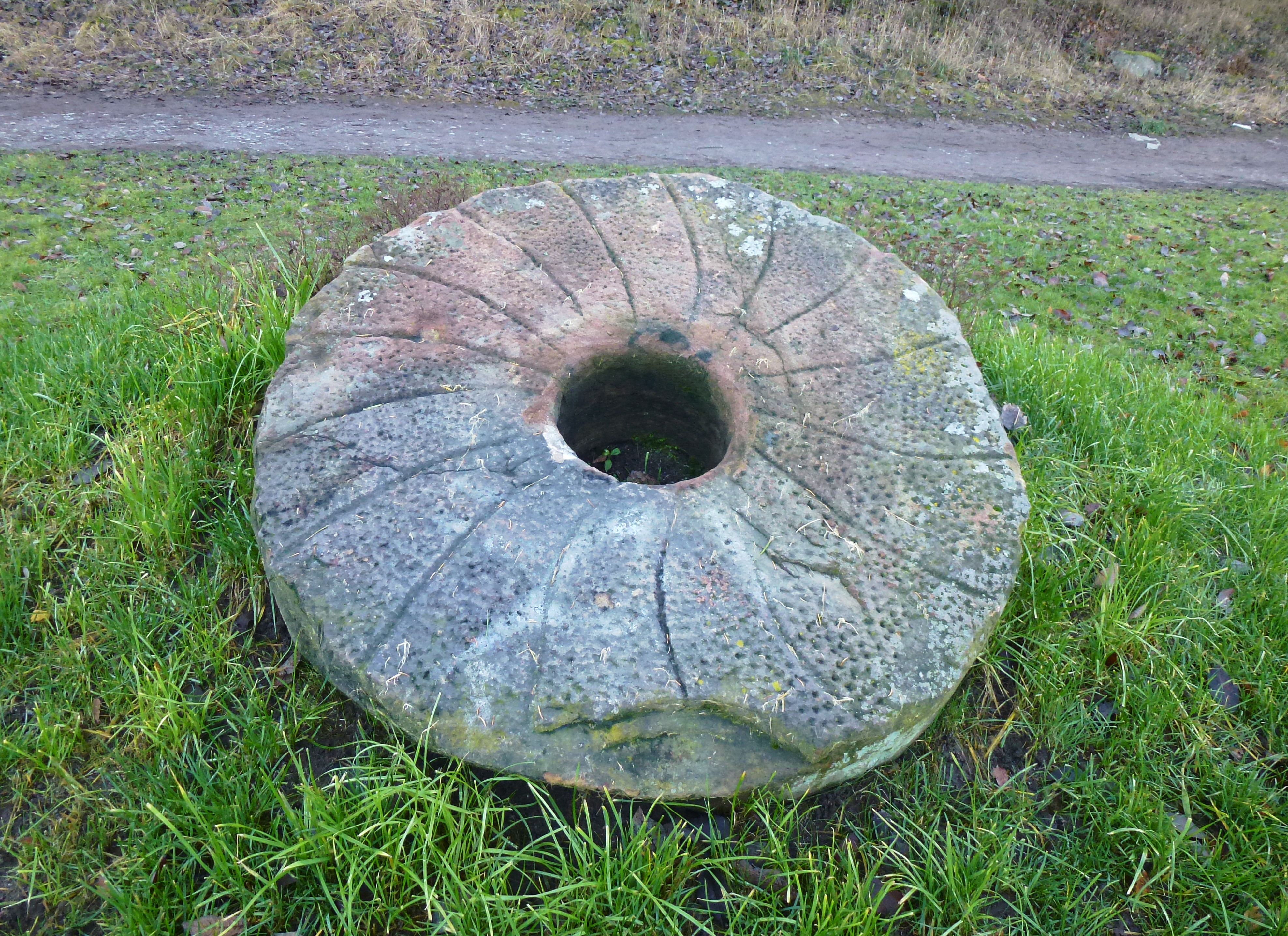
Kvarnsten från Stuvsta gårds kvarn